# アナザー・サイド・オブ・アリス
『アナザー・サイド・オブ・アリス』（原題：Jar of Flies）は、アリス・イン・チェインズが1994年に発表したEP。日本で先行発売された。

## 背景
1993年1月にオリジナル・ベーシストのマイク・スターが解雇され、マイク・アイネズが後任として加入し、映画『ラスト・アクション・ヒーロー』のサウンドトラックへの楽曲提供を経て、新体制としては初のアルバムとなる本作を発表した。以前のEP『サップ』と同様、アコースティック色の強い作風で、「ノー・エクスキューズ」のギター・パートの一部以外は、基本的にジャム・セッションで録音された。

## 反響・評価
アメリカでは1994年2月12日付のBillboard 200で初登場1位となり、バンド初の全米1位獲得を果たした。2022年8月にはRIAAによって4×プラチナの認定を受けた。イギリスではEP『サップ』との2 in 1 CDとして発売され、全英アルバムチャートで4位に達して、バンド初の全英トップ10アルバムとなった。
収録曲「アイ・ステイ・アウェイ」は、第37回グラミー賞で最優秀ハード・ロック・パフォーマンス賞にノミネートされた。スティーヴ・ヒューイはオールミュージックにおいて5点満点中4点を付け「約1週間で曲作りと録音が行われた作品だが、『サップ』よりもずっと巧みに作り込まれた質感である」と評している。また、『CDジャーナル』のミニ・レビューでは「アコースティックな本作は彼らの真の姿なのかもしれない」と評されている。

## 収録曲
1. ロトゥン・アップル - "Rotten Apple" - 6:58
  - 作詞：レイン・ステイリー／作曲：ジェリー・カントレル、マイク・アイネズ
2. ナットシェル - "Nutshell" - 4:19
  - 作詞：レイン・ステイリー／作曲：ジェリー・カントレル、マイク・アイネズ、ショーン・キニー
3. アイ・ステイ・アウェイ - "I Stay Away" - 4:14
  - 作詞：レイン・ステイリー／作曲：ジェリー・カントレル、マイク・アイネズ
4. ノー・エクスキューズ - "No Excuses" - 4:15
  - 作詞・作曲：ジェリー・カントレル
5. ホェール&ワスプ - "Whale & Wasp" - 2:37
  - 作曲：ジェリー・カントレル
6. ドント・フォロウ - "Don't Follow" - 4:22
  - 作詞・作曲：ジェリー・カントレル
7. スウィング・オン・ディス - "Swing on This" - 4:05
  - 作詞：レイン・ステイリー／作曲：ジェリー・カントレル、マイク・アイネズ、ショーン・キニー

## 参加ミュージシャン
- レイン・ステイリー - ボーカル
- ジェリー・カントレル - ギター、バッキング・ボーカル
- マイク・アイネズ - ベース、ギター
- ショーン・キニー - ドラムス

アディショナル・ミュージシャン
- デヴィッド・アトキンソン - ハーモニカ
- レベッカ・クレモンズ＝スミス、マシュー・ワイス - ヴァイオリン
- エイプリル・アセヴェス - ヴィオラ
- ジャスティン・フォイ - チェロ